# 페이머즈
페이머즈(영어: FAMERZ, 대표 김지영)는 대한민국의 여성주의 단체로 비디오 게임 오버워치에 등장하는 캐릭터 D.Va를 모티브로 하고 오버워치의 배경인 2060년에 대한민국에 실제로 디바와 같은 프로게이머가 나타날 수 있도록 노력하고 성차별주의를 혁파하는 것을 목표로 삼고 있다.
2016년 11월 21일, 전국디바협회라는 이름으로 창립되었으며, 박근혜 대통령 퇴진 운동에서 처음 등장하였다. 오버워치의 비주얼 디렉터 제프 카플란은 D.I.C.E. 서밋에서 "우리(블리자드)가 게임을 통해 전하고자 한 ‘고정관념에 도전하라’는 가치를 (전국디바협회가) 실천하고 있다. 놀랍고 대단하다”고 언급하였다.
오버워치 프로 선수 게구리가 핵 프로그램을 사용했다는 의혹이 일어났을 때 이 문제의 본질을 여성혐오로 잘못 진단하였으며, 이후 게구리 선수에게 공식적으로 사과했다.